# صياد النيازك

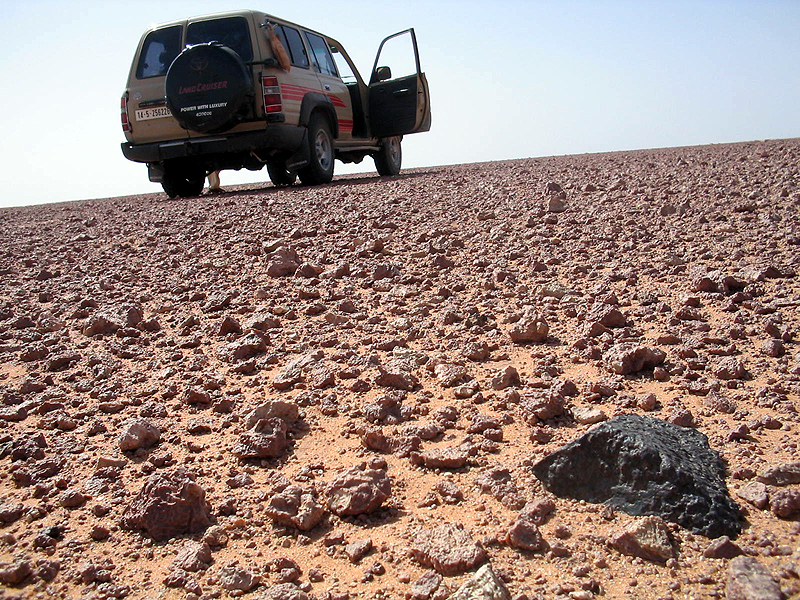
التنقيب في الصحراء عن النيازك

صياد النيازك (بالإنجليزية: Meteorite hunting)‏ هو الشخص المنخرط في البحث عن النيازك. قد يكون صيادو النيازك هواة يبحثون في عطلات نهاية الأسبوع وبعد العمل، أو محترفين يبحثون عن النيازك من أجل لقمة العيش. يستخدم كلاهما بشكل متكرر أدوات مثل أجهزة الكشف عن المعادن أو المغناطيس للعثور عليها.
يُميّز الصياد بين «السقوط المرصود»، والذي يُطلق عليه ببساطة «السقوط» (النيازك التي رأيناها تسقط على الأرض والتي وجدناها بعد هبوطها بفترة وجيزة)، وبين «المكتشفات» (النيازك التي تم اكتشافها بالصدفة).